# Phascum schreberianum
Phascum schreberianum là một loài rêu trong họ Pottiaceae. Loài này được Dicks. mô tả khoa học đầu tiên năm 1801.